# Parc national de Mupa
Le parc national de Mupa est un parc national de la province de Kunene en Angola, réputé pour sa faune aviaire.